# Northern Mariana Islands Football Association
Die Northern Mariana Islands Football Association ist der im Jahr 2005 gegründete Fußballverband der Nördlichen Marianen. Der Verband organisiert die Spiele der Fußballnationalmannschaft, war ab 2009 zunächst assoziiertes Mitglied und ist seit 2020 Vollmitglied im Kontinentalverband AFC.

## Erfolge
- Fußball-Weltmeisterschaft

nicht teilnahmeberechtigt
- Fußball-Asienmeisterschaft

Teilnahmen: Keine